# Лукас Пападимос
Лукас Пападимос (на гръцки: Λουκάς Παπαδήμος, [luˈkas papaˈðimos]) е гръцки икономист, бивш директор на Гръцката национална банка и вицепрезидент на Европейската централна банка и бивш министър-председател на Гърция.

## Биография

### Образование и семейство
Пападимос е роден в гръцката столица Атина. След завършването на Атинския колеж през 1966 година той заминава за САЩ, където следва в Масачузетския технологичен институт (МИТ). Там след защита на бакалавърска степен със специалност физика, той защитава също магистърска степен със специалност електротехника и докторска степен по икономика. През 1977 г. се венчава за Джейн Х. М. Инграим.

### Професионален път
От 1973 до 1975 г. Пападимос е изследователски асистент и доцент при МИТ, а от 1975 до 1984 г. – професор по икономика при Колумбийския университет в Ню Йорк. През 1980 г. става водещ икономист (финансов експерт) на Федералния резерв на САЩ в Бостън. От 1988 г. съвместява постове в Гръцката национална банка (ГНБ) с професурата си в Атинския университет. Член е на Атинската академия.
През 1993 г. Лукас Пападимос е назначен за подуправител на Гръцката национална банка, а година по-късно поема нейното управление. Като директор на ГНБ подготвя присъединяване на Гърция към Европейския валутен съюз през 2001 г. и преминаването на страната от националната валута – гръцката драхма, към единната европейска валута – еврото, през 2002 г.
От 1994 до 1998 г. Лукас Пападимос е член на Съвета на Европейския валутен институт, а от 1999 г. – член на Разширения съвет на Европейската централна банка (ЕЦБ). От 2002 до 2010 г. Пападимос е вицепрезидент на ЕЦБ, след което неговият пост се поема от Виктор Констансио. През 2005 г. описва риска на американския пазар за недвижими имоти – прогноза, която през 2007 г. се сбъдва.

### Министър-председател
През 2010 г. Лукас Пападимос става нещатен икономически съветник на премиера Георгиос Папандреу, а на 17 ноември 2011 г. го наследява на поста министър-председател на Гърция (виж Финансова криза в Гърция). До встъпването си в длъжност като премиер Пападимос е доцент в Училището по управление „Джон Ф. Кенеди“ на Харвардския университет.
Сред приоритетите на Пападимос като министър-председател са оставането на Гърция в еврозоната, прилагането на реформи и антикризисни мерки и изпълнението на задълженията на Гърция по спасителната програма, финансирана от Европейския съюз и Международния валутен фонд. Пападимос оглавява гръцкото правителство до предсрочните избори, които се провеждат на 19 февруари 2012 г. На 17 ноември оглавяваното от него правителство получава парламентарен вот на доверие, като е подкрепен от социалистическата ПАСОК, консервативната Нова демокрация и крайнодясната партия ЛАОС.

### Атентат
На 25 май 2017 година, докато преглежда служебната поща в колата си в Атина, Пападимос е ранен от писмо-бомба, избухнало в ръцете му. Освен него, пострадали са още шофьорът му, както и охранител. Писмото е било с подател Националната академия, на която той е президент. Пападимос е сериозно ранен в корема, гърдите и краката, но оцелява.